# Vital Gabriel Dubray
Pour les articles homonymes, voir Dubray.
Le marquis Vital Gabriel Dubray, dit Vital-Dubray, né le 27 février 1813 à Paris et mort dans la même ville le 1er octobre 1892, est un sculpteur français.

## Famille
Le nom de famille Dubray a été trouvé pour la première fois en Lorraine où cette famille distinguée tenait un siège de famille, et le tronc principal de cette famille aristocratique a été élevé à la noblesse le 4 juillet 1622 avec le titre de marquis.
En Champagne, ils occupent un siège familial à Camprond et se marient avec la famille distinguée de la Sablonnière. Ils se ramifièrent également à Paris et à l'ouest en Bretagne où ils furent élevés à la noblesse sous le nom de barons de Retz. De ce point, ils se sont déplacés vers le sud en Anjou et ont occupé un siège familial à Serrant. Ils ont également ramifié au Limousin où ils ont tenu des domaines. La famille a également établi une maison en Bourgogne à Brochardière.

## Biographie
Vital-Dubray étudie son art sous la direction de Jules Ramey et alterne cours de sculpture et cours de violon, qu'il a appris à jouer très jeune avec une grande passion qu'il gardera jusqu'à sa mort. Il expose pour la première fois au Salon de 1840. L'année suivante, il expose une Sainte Philomène et, en 1842, un Saint Jean Baptiste. En 1844, il obtient une médaille de troisième classe pour sa statue Le Joueur de trottala.
Depuis cette époque, il ne cesse de produire un grand nombre d'œuvres, qui sous le Second Empire, lui valent la croix de chevalier de la Légion d'honneur d'abord et la rosette d'officier ensuite en 1865.
Il exécute notamment les monuments de Sully, de Clodion, du maréchal Lannes, de Jeanne Hachette (érigé à Beauvais).
Il est aussi l'auteur des bas-reliefs du piédestal de la statue de Jeanne d'Arc sur la place du Martroi à Orléans, la Statue de l'impératrice Joséphine, le Monument au cardinal Fesch à Ajaccio, le buste du général Abbatucci, le Monument à Sampiero Corso, le Monument à Casanelli d'Istria, le portrait en médaillon d'Auguste Perdonnet et la sépulture de la famille Salvage de Faverolles au cimetière du Père-Lachaise à Paris, le Monument à Napoléon Ier à Rouen érigé en 1865 ou le fronton du théâtre de la Gaîté à Paris. 
L'œuvre décorative de Vital-Dubray la plus diffusée est son Neptune (1856), groupe en fonte édité par Ducel, encore visible dans les lieux publics de nombreuses villes en France et dans le reste du monde.
Vital-Dubray, ancien capitaine commandant au 72e bataillon de volontaires où il s'engage à 57 ans en 1870, est porté à l'ordre du jour de l'armée pour sa belle conduite à la bataille de Buzenval, le 19 janvier 1871. 
Quelques mois avant sa mort, il expose au Salon des artistes français la maquette d'un Monument de Germain Pilon, dont l'allure magistrale attire tous les regards. Cette année encore il réalise une statue de La Justice, qui orne la nouvelle mairie de Suresnes.
Vital-Dubray meurt au moment où il modèle un buste qu'il destine à la mémoire de son vieil ami Alphonse Karr, œuvre destinée à orner la tombe de l'auteur des Guêpes et de Sous les tilleuls. Il est inhumé au Pré-Saint-Gervais.

## Distinctions
- Officier de la Légion d'honneur (14 août 1865)[8],[9]. La décoration lui fut remise par le maréchal Vaillant lors de l'inauguration de la statue de Napoléon à Rouen.

## Descendance
Parmi ses six enfants, trois filles ont connu une carrière artistique.
Sa fille Charlotte Dubray (1854-1931), son élève, devient également sculptrice, et épouse le peintre Albert Besnard.
Pauline Jeanne Séverine Dubray (1858-1890), élève de la peintre Camille Cornélie Isbert (1822-1911), devenue peintre miniaturiste. Elle exécute notamment un portrait de Mme Vital Dubray et expose au Salon des artistes français de 1879 et 1880.
Giovanna Dubray (1860-1942), sculptrice, est l'élève de son père et de L. Dieu. Elle envoie des bustes en plâtre et en bronze au Salon de 1875 à 1885. Elle reçoit plusieurs commandes de l'État (1870, 1883, 1884). Elle exécute notamment un buste en bronze du jurisconsulte Frédéric Mourlon pour Chambon, sa ville natale (souscription nationale en 1884).

## Œuvres

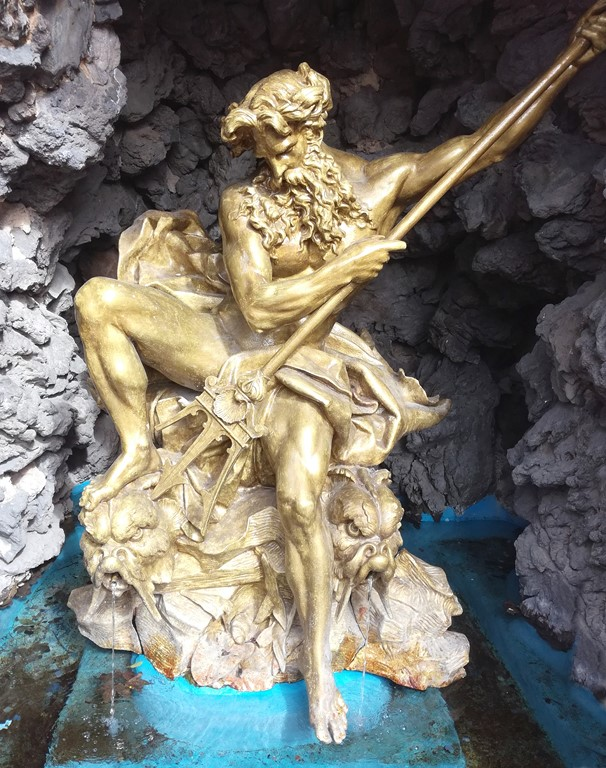
Fontaine de Neptune à Clermont-Ferrand.

### Fonte d'édition
- Neptune, 1856, groupe en fonte, édité par Ducel. Exemplaires à Arras, Cahors, Cerelles, Clermont-Ferrand, Cologne, Condécourt, Ghisoni, La Jonchère-Saint-Maurice, Lima, Lugano, Luxeuil-les-Bains, Mexico, Montevideo, Magdebourg, Pocé-sur-Cisse, Sète, Le Havre, Rio de Janeiro, Riobamba, Sant Feliu de Llobregat, Santiago de Chile, Valparaiso.

### Collections publiques
Canada
- Montréal, parc Sussex : Monument à Simón Bolívar.

France
- Ajaccio, cour du palais Fesch : Monument au cardinal Fesch, 1856[13].
- Bastelica : Monument à Sampiero Corso, 1890.
- Bonifacio, cimetière marin, sépulture Quilici : paire de pleureuses, statues en pierre[14].

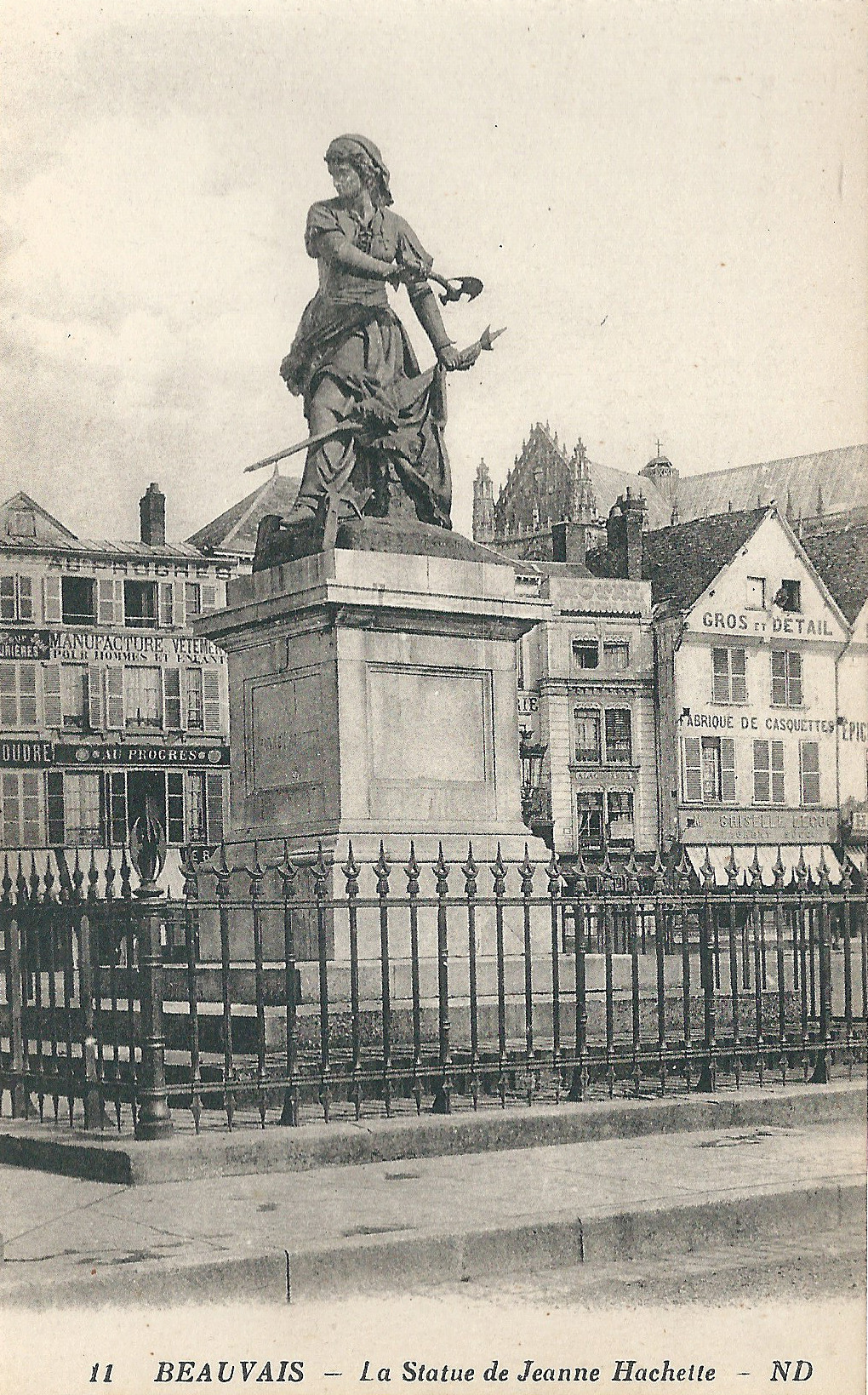
Monument à Jeanne Hachette (1851), Beauvais, place Jeanne Hachette. État d'origine.

- Beauvais, place Jeanne Hachette : Monument à Jeanne Hachette, 1851[15].
- Fort-de-France, place de la Savane : Statue de l'impératrice Joséphine, décapitée en 1991 puis détruite en 2020[16].
- Le Mans, musée de Tessé : Germain Pilon, 1892, plâtre.
- Mugron : Monument à Frédéric Bastiat, 1878, buste en bronze, envoyé à la fonte sous le régime de Vichy[17] et restitué après la guerre[18].
- Nantes, parc de Procé : La Sculpture, statue. Elle ornait la terrasse de l'ancien palais du Trocadéro à Paris avant sa démolition en 1937[19].
- Orléans : Monument à Robert Pothier, 1859, bronze, envoyé à la fonte sous le régime de Vichy[20].
- Paris :
  - chapelle de la Sorbonne, façade : Élie et Moïse, 1877, groupe en pierre.
  - cimetière d'Auteuil, sépulture Moïana : paire de pleureuses, statues en pierre ;
  - cimetière du Père-Lachaise :
    - sépulture Salvage de Faverolles, paire de pleureuses, statues en pierre[21] ;
    - Pierre-Jean Garat (1762-1826), chanteur et compositeur, buste en bronze[22].

  - église Saint-Étienne-du-Mont : Saint Benoît, statue[3].
  - hôtel de ville, façade sur la rue de Rivoli : François Denis Tronchet, statue en pierre.
  - Opéra Garnier, avant-foyer : La Tapisserie et La Menuiserie, bas-reliefs[23].
  - palais du Louvre :
    - cour Napoléon : Maximilien de Béthune, statue  en pierre ;
    - Cour carrée : Penthésilée, 1862, statue en pierre.
- Rouen, place du Général-de-Gaulle : Monument à Napoléon Ier, 1865, statue équestre en bronze[24],[25].
- Rueil-Malmaison, domaine de la Malmaison, château de Bois-Préau : L'Impératrice Joséphine de Beauharnais, statue.
- Saint-Flour : fontaine de la Renommée, 1888.
- Versailles, musée de l'Histoire de France, galerie des Batailles : Le Général Abbatucci, buste en marbre.

Œuvres de Vital-Dubray
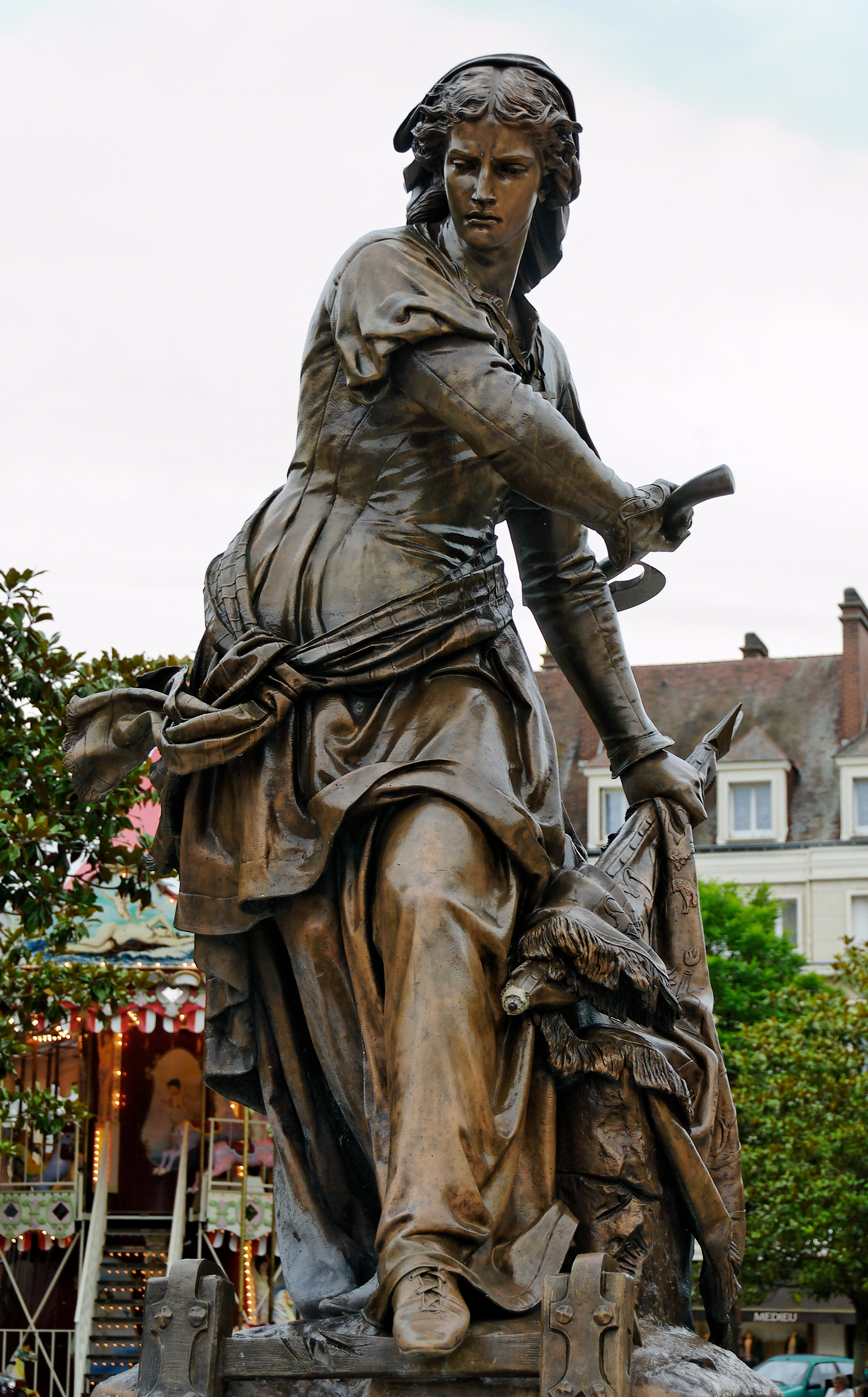
Monument à Jeanne Hachette (1851), Beauvais, place de la mairie[15].
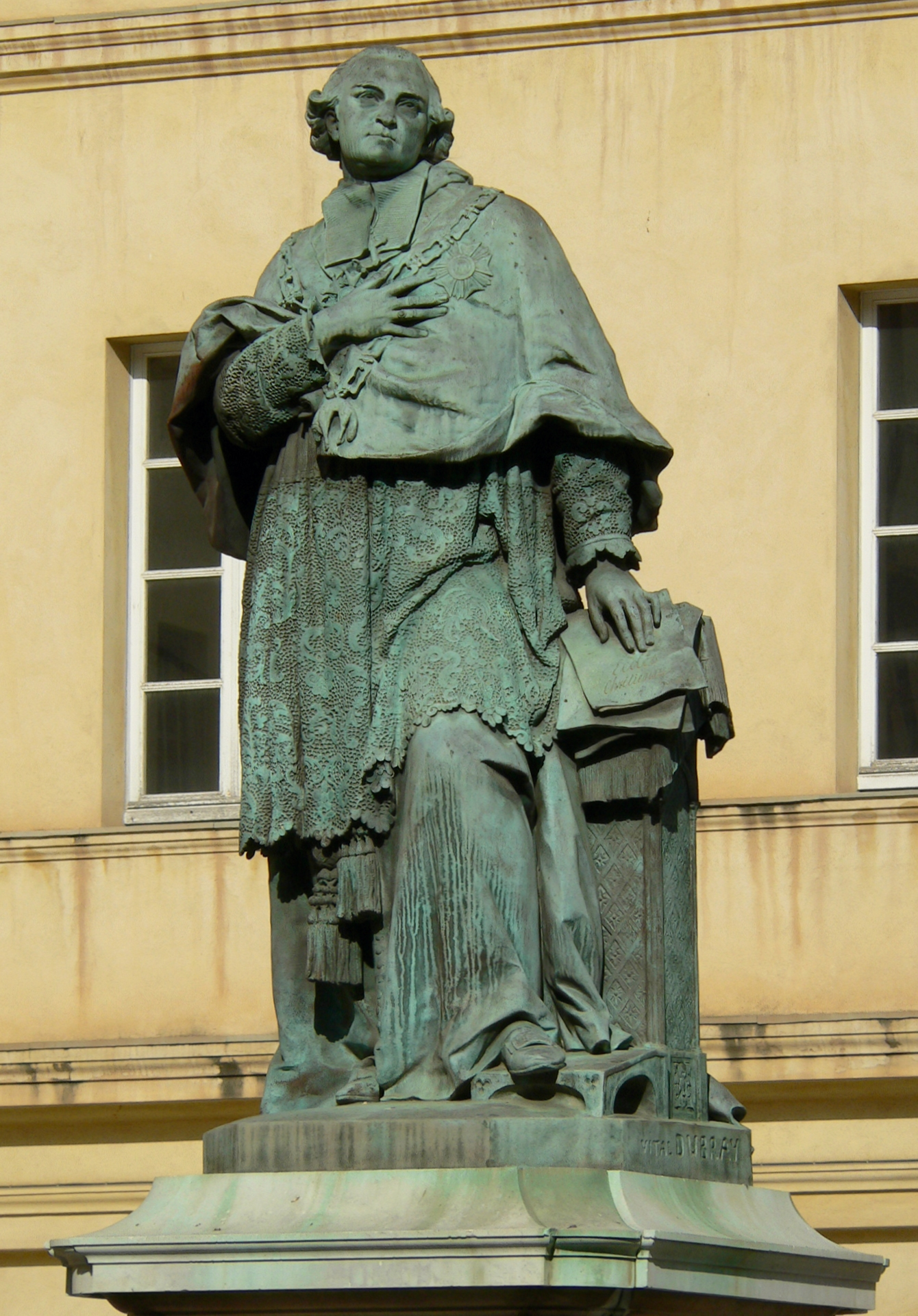
Monument au cardinal Fesch (1856), détail, Ajaccio, cour du palais Fesch.
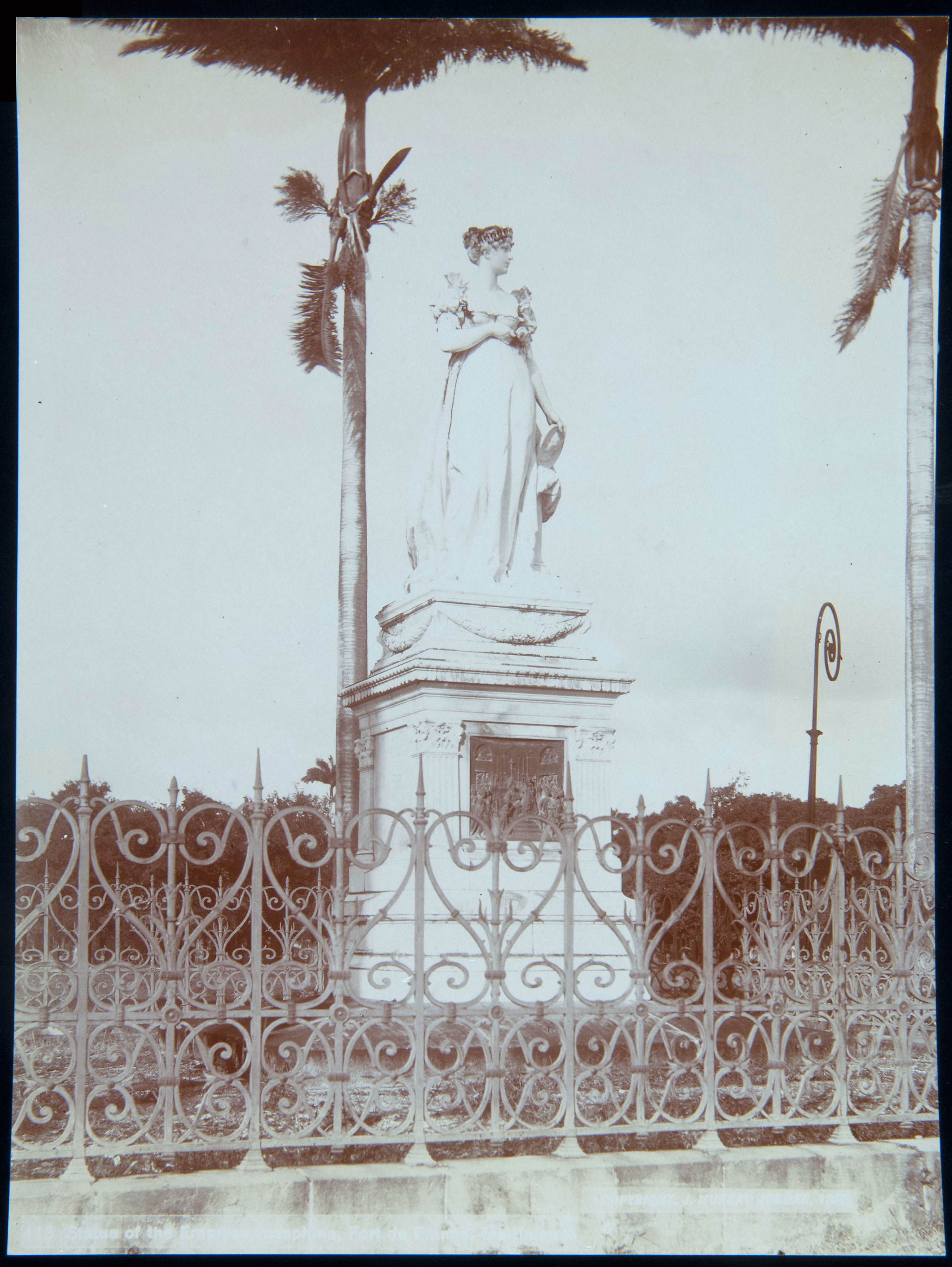
Statue de l'impératrice Joséphine (1859), Fort-de-France.
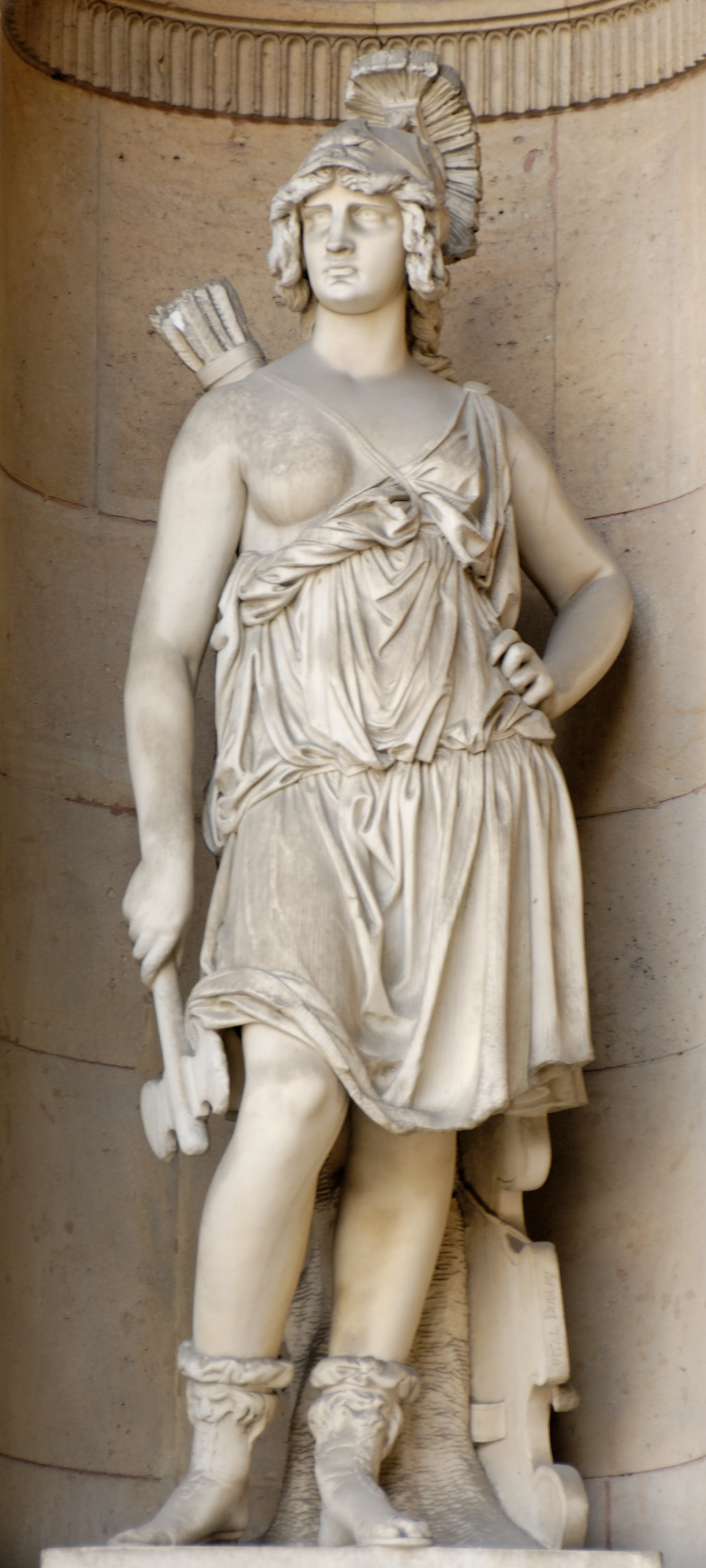
Penthésilée (1862), Paris, palais du Louvre, Cour carrée.
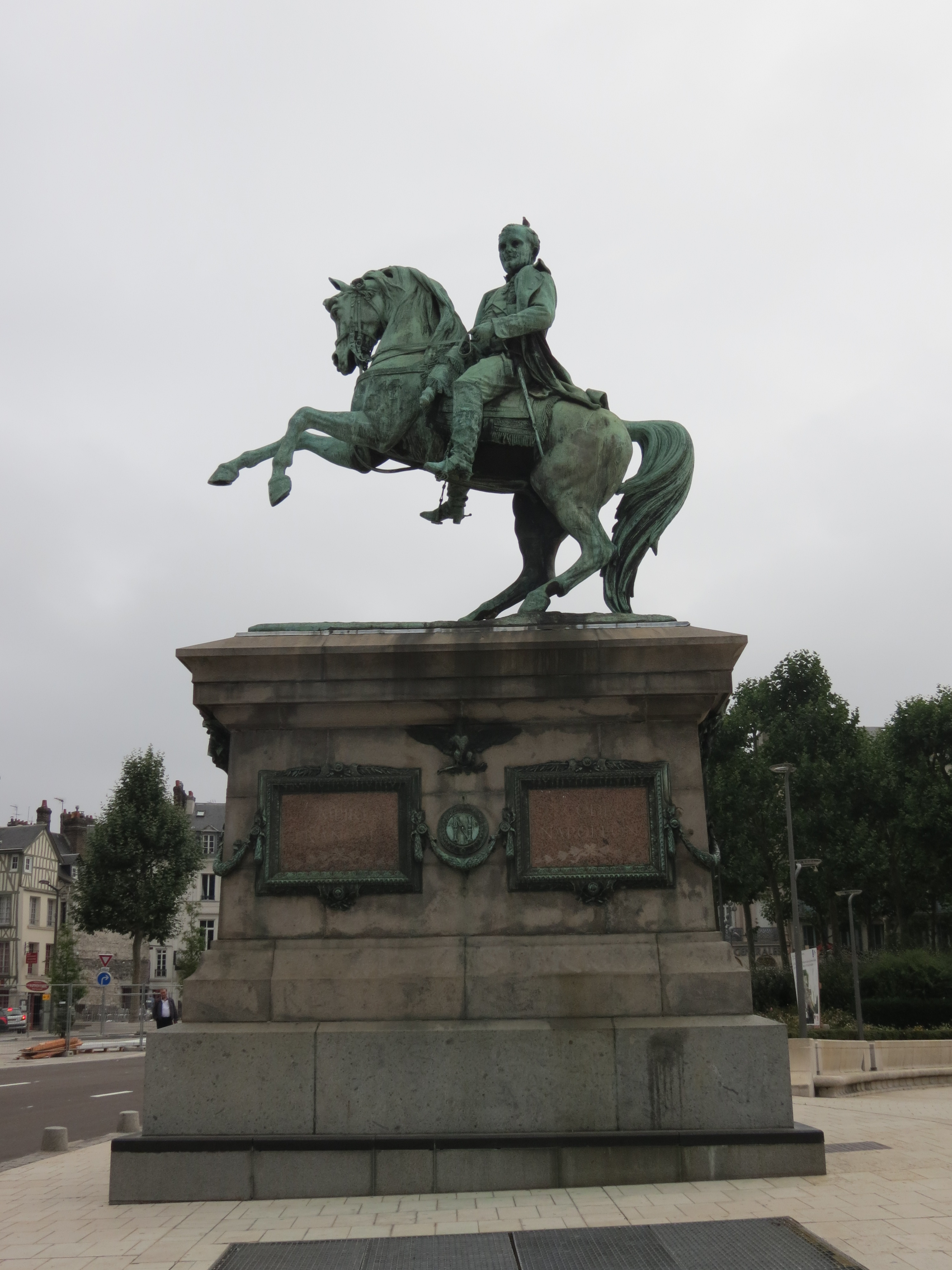
Monument à Napoléon Ier (1865), Rouen, place du Général-de-Gaulle.
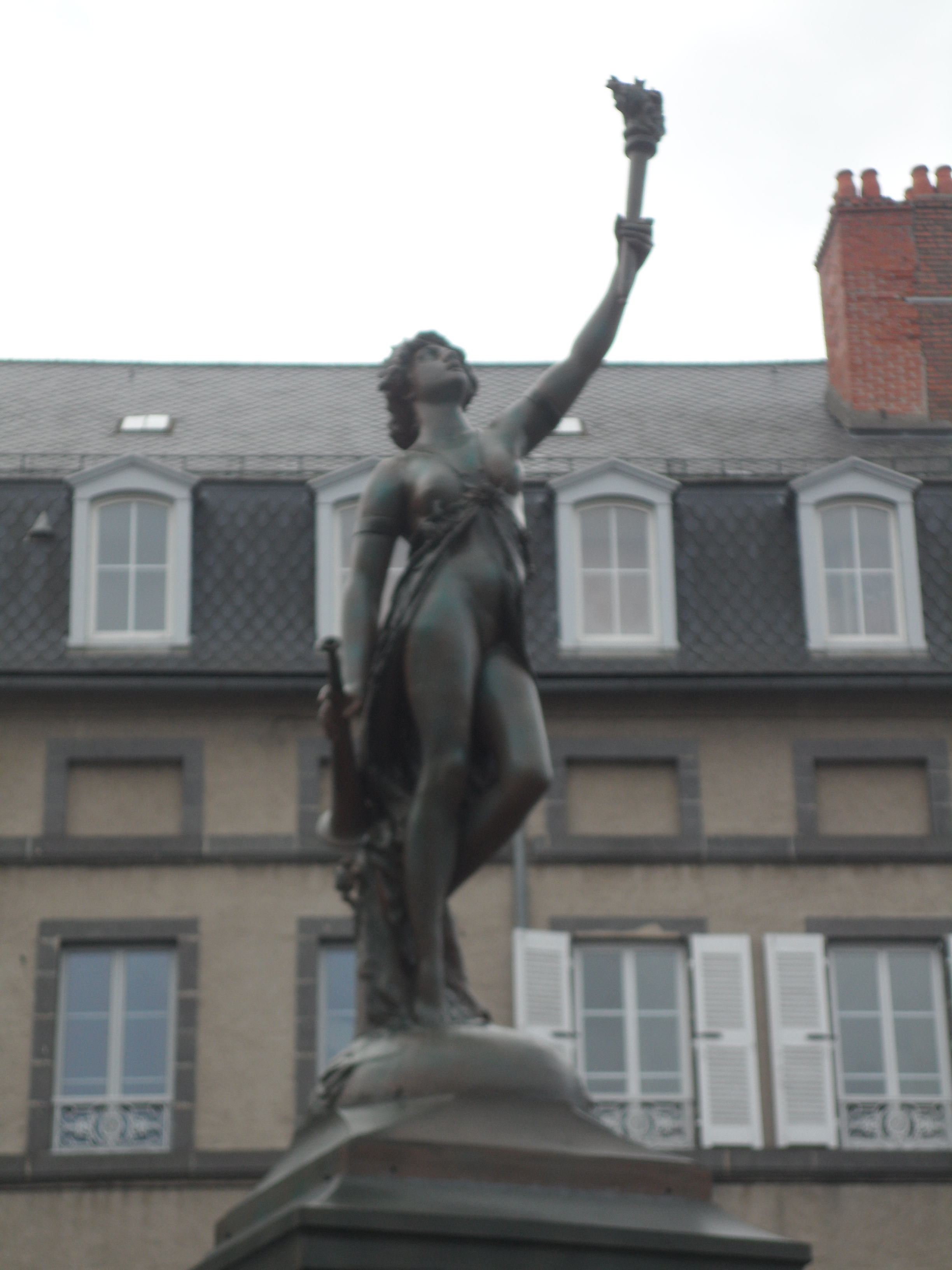
Fontaine de la Renommée (1888, détail), Saint-Flour[26].
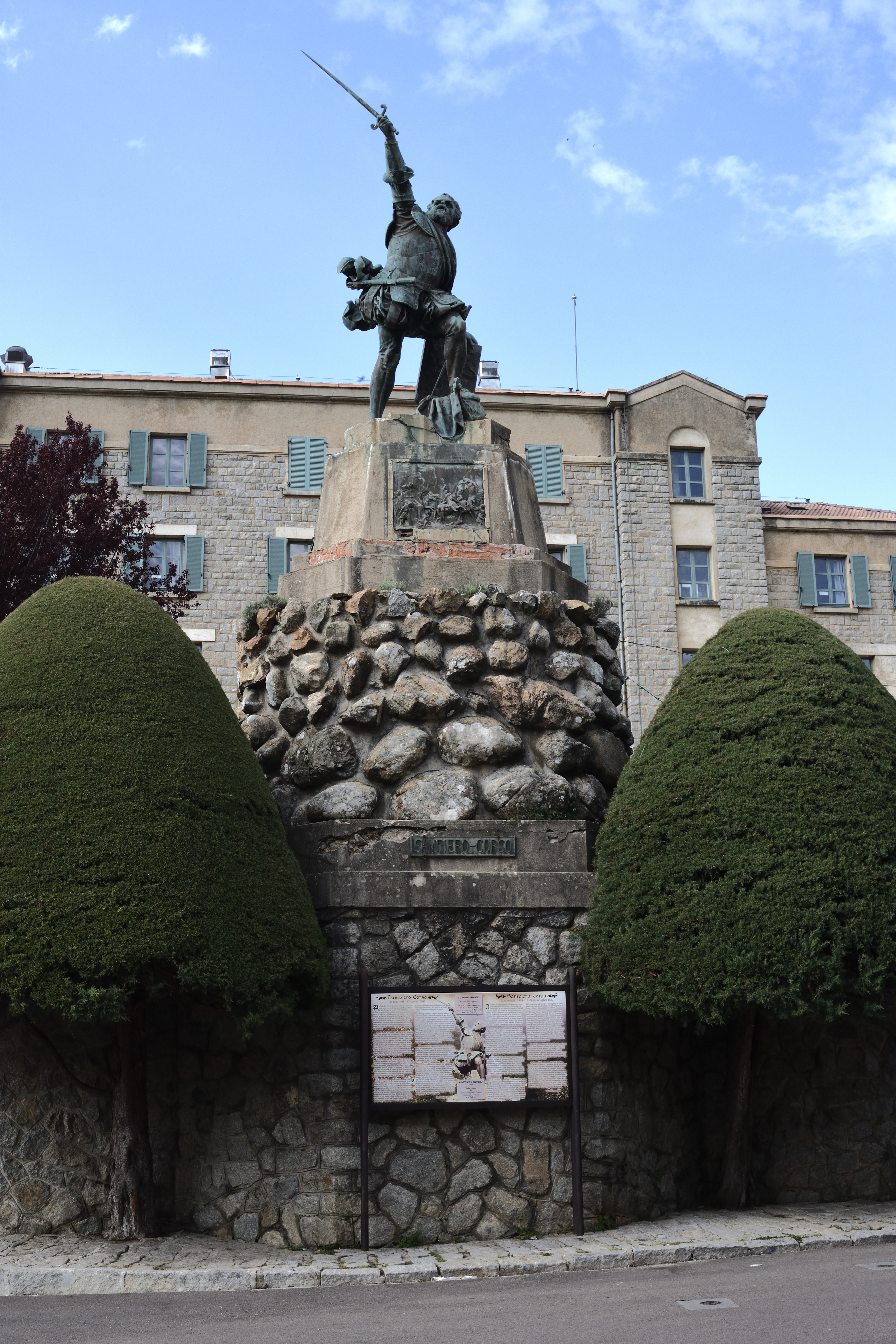
Monument à Sampiero Corso (1890), Bastelica.